# Sorbonne Université Abu Dhabi
L'università Sorbonne Université Abu Dhabi è un'università situata in Abu Dhabi, fondata nel 2006 in seguito ad un accordo tra Sorbonne Université di Parigi e il governo di Abu Dhabi.

## Storia
L'università è stata fondata il 30 maggio 2006; le prime lezioni si sono tenute il giorno 8 ottobre 2006, mentre la struttura ha aperto ufficialmente il 18 novembre 2006.
Il nuovo campus universitario situato sull'isola naturale di Al Reem, inaugurato il 13 febbraio 2011, si estende su una superficie di 93.000 m² con una capacità ricettiva di circa duemila studenti.
In occasione del Salone internazionale dell'aeronautica e dello spazio di Parigi-Le Bourget del 2017, l'Università ha firmato un accordo di cooperazione con l'école nationale de l'aviation civile, accrescendo la propria competenza altresì nel campo del trasporto aereo internazionale.

## Struttura
L'università è organizzata nei seguenti dipartimenti:
- Diritto, economia e gestione
- Filosofia e sociologia
- Fisica
- Geografia e pianificazione
- Lettere
- Storia
- Storia dell'arte e archeologia

## Attività studentesche
Nel 2013 viene inaugurata la web radio dell'ateneo allestita e curata dagli studenti del dipartimento di studi francesi.